# Marion Schmaus
Marion Schmaus (* 6. September 1969 in Frankfurt am Main) ist eine deutsche Germanistin.

## Leben
Nach dem Studium (1989–1995) der Germanistik, Philosophie und Soziologe an den Universitäten München und Tübingen war sie von 1998 bis 1999 wissenschaftliche Angestellte und von 1999 bis 2003 wissenschaftliche Assistentin am Deutschen Seminar der Universität Tübingen. Nach der Promotion 1999 und der Habilitation 2006 an der Neuphilologischen Fakultät der Universität Tübingen war sie von 2009 bis 2012 Professorin für Neuere Deutsche Literaturwissenschaft mit dem Schwerpunkt Ethik an der Universität Augsburg. Seit 2012 ist sie Professorin für Neuere deutsche Literatur an der Universität Marburg. 
Ihre Forschungsschwerpunkte sind Literatur des 18. Jahrhunderts bis zur Gegenwart, Literatur und Philosophie, Literatur und Anthropologie / Naturwissenschaften, Literaturtheorie, Gender Studies und Intermedialität.